# Odorrana supranarina
Odorrana supranarina (лат.) — вид земноводных из семейства настоящих лягушек. Эндемик Восточной Азии: Япония (вымирающий вид, найден только на островах Рюкю: Ishigakijima и Iriomotejima). Встречаются в мелких водоёмах и вдоль берегов горных тропических лесов. Длина тела самцов от 60 до 76 мм, у самок от 82 до 103 мм. Особенности размножения O.supranarina сходны с видом Odorrana narina. Некоторые популяции O.amamiensis могут размножаться в октябре, а другие в марте. Самки откладывают до 1100 яиц за одну кладку на камни или мёртвые листья под водой. Яйца желтовато-белые. Вид O. supranarina был впервые описан в 1994 году японским зоологом Масафуми Мацуи (Masafumi Matsui; Graduate School of Human and Environmental Studies, Киотский университет, Sakyo, Киото, Япония) под первоначальным названием Rana supranarina Matsui, 1994. В отличие от вида Odorrana utsunomiyaorum, встречается не только вдоль горных речек, но и в лесах у реки недалеко от мангровых зарослей растительности только в нескольких метров над уровнем моря.

## Охранный статус
Причины вымирания: фрагментация естественных лесов в местах обитания вида